# Данься (геопарк)
Национальный геопарк Чжанъе Данься (кит. упр. 张掖丹霞国家地质公园) — геопарк данься, расположенный поблизости от города Чжанъе в китайской северо-западной провинции Ганьсу. Парк занимает площадь в 510 км². Будучи ранее провинциальным парком и известным живописным районом, в ноябре 2011 года он получил статус национального геопарка. Известный своими красочными скалами, парк был признан китайскими СМИ одним из самых красивых ландшафтных образований в Китае.

## Местоположение
Парк расположен в северных предгорьях хребта Циляньшань, в уездах Линьцзэ и Сунань, которыми управляет администрация городского округа Чжанъе провинции Ганьсу. Главными населёнными пунктами в Данься являются посёлки Канлэ и Байинь.
Центральная часть территории парка, живописный район Линьцзэ Данься, расположен в 30 км к западу от центра города Чжанъе и в 20 км к югу от центра уезда Линьцзэ. Это наиболее благоустроенная и наиболее посещаемая часть парка. Другой живописный район, Бингоу (冰沟), расположен на северном берегу реки Лиюань (梨园河), был официально открыт 3 августа 2014 года. Бингоу занимает площадь в 300 км², а высота здесь составляет от 1500 до 2500 м над уровнем моря. Третья область, живописный район Сунань Данься, расположена в Ганьцзюне, к югу от Линьцзэ.

## Пейзаж
Чжанъе Данься известен своими необычными цветами скал, являющихся гладкими, острыми и достигающими высоты нескольких сотен метров. Они образованы отложениями песчаника и других полезных ископаемых, которые сформировались здесь в течение 24 миллионов лет. В результате образовалось подобие слоёного пирога, возникшее вследствие движения тех же самых тектонических плит, благодаря которым сформировалась часть Гималаев. Ветер, дождь и время создали здесь необычные формы скал, в том числе похожих на башни, столбы с оврагами, различных цветов, узоров и размеров.

## СМИ и туризм
В 2005 году Чжанъе Данься был признан коллегией журналистов, представлявших 34 крупнейших СМИ, одним из самых красивых рельефов Данься в Китае. В 2009 году китайская версия журнала National Geographic назвала Чжанъе Данься одним из «шести самых красивых ландшафтных образований» в Китае. Парк стал главной туристической достопримечательностью в окрестностях Чжанъе. Чтобы посетителям было удобнее осматривать скальные образования, было построено большое количество деревянных настилов и подъездных дорог. В 2014 году в совершенствование инфраструктуры в области Бингоу было вложено 100 миллиардов юаней.